# Czesław Miłosz
Czeslaw Milosz (30 tháng 6 năm 1911 - 14 tháng 8 năm 2004) là một nhà văn, nhà thơ người Ba Lan đã đoạt giải Nobel Văn học năm 1980.

## Tiểu sử

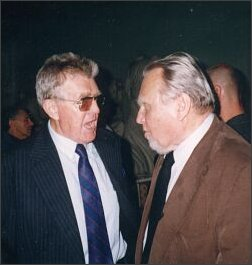
Czeslaw Milosz và Andrzej Milosz tại Hội nghị của Hội Văn bút Quốc tế năm 1999

Czesław Miłosz sinh ở Šeteniai, khi đó còn thuộc Đế quốc Nga, sau đó lần lượt thuộc Ba Lan, Liên Xô và hiện nay là Litva. Ký ức về tuổi thơ của nhà văn in đậm trong tiểu thuyết Dolina Issy (Thung lũng Issy). Ông học Đại học Stefan Batory ở Wilno, Ba Lan (nay là Vilnius, thủ đô của Litva), đăng những bài thơ đầu tiên trên tạp chí của trường. Năm 1933, ông xuất bản tập thơ Poemat o czasie zastyglym (Bài ca về thời gian bị đóng băng, giải thưởng Hội Nhà văn Ba Lan 1943). Từ 1935, ông làm việc cho đài phát thanh Ba Lan, in tập thơ Trzy zimy (Ba mùa đông). Trong Chiến tranh thế giới thứ hai, ông viết thơ chống phát xít, xuất bản trường ca The world: a naive poem (Thế giới: bản trường ca ngây thơ) đánh dấu bước ngoặt trong sự nghiệp sáng tác.
Sau chiến tranh, Milosz hoạt động ngoại giao, làm việc ở New York, Washington D.C.. Năm 1951, vì bất đồng chính trị, ông xin tị nạn tại Pháp. Tiểu luận Zniwolony umysl (Trí tuệ bị cầm tù) là tác phẩm nổi tiếng đầu tiên của ông được phương Tây biết đến. Năm 1952, tiểu thuyết Zdobycie wladzy (Giành chính quyền) đoạt giải thưởng Văn chương châu Âu. Năm 1960, Milosz sang Mỹ, trở thành giáo sư tại Đại học California tại Berkeley, năm 1970 nhập quốc tịch Mỹ. Ngoài sáng tác, Milosz còn dịch Kinh Thánh từ tiếng Do Thái cổ sang tiếng Ba Lan và thơ của nhiều nhà thơ châu Mỹ.
Năm 1980, ông nhận giải Nobel vì "các sáng tác thể hiện nỗi đau khổ của con người không được bảo vệ trong một thế giới mà họ đã phải đến sống sau khi bị đuổi khỏi thiên đường". Trong hơn 20 năm sau giải Nobel, Milosz vẫn tiếp tục sáng tác, viết thơ, tiểu luận, dịch... Ông nhận được rất nhiều giải thưởng của Ba Lan, Mỹ, là tiến sĩ danh dự của Đại học California, Đại học Cơ đốc Dublin, Đại học New York,.... Milosz được coi là một trong những nhà thơ Ba Lan vĩ đại nhất, sánh ngang với Adam Mickiewicz.
Ông mất tại Krakow ngày 14 tháng 8 năm 2004.
Sáng tác của Milosz gồm cả tiếng Ba Lan và tiếng Anh.

## Tác phẩm
- Poemat o czasie zastyglym (Bài ca về thời gian bị đóng băng, 1933), thơ
- Trzy zimy (Ba mùa đông, 1936), thơ
- The world: a naive poem (Thế giới: bản trường ca ngây thơ, 1943), trường ca
- Invincible song (Bài ca bất khuất, 1943), thơ
- Rescue (Giải cứu, 1944), thơ
- Zdobycie wladzy (Giành chính quyền, 1952), tiểu thuyết
- Zniwolony umysl (Trí tuệ bị cầm tù, 1953), tiểu luận
- Dolina Issy (Thung lũng Issy, 1955), tiểu thuyết
- Rodzinna Europa (Châu Âu ruột thịt, 1958), tự truyện
- Miasto bez imenia (Thành phố không tên, 1969), thơ
- Widzenia nad zatoka San Francisco (Những điều nhìn thấy ở bờ vịnh San Francisco, 1969), tập truyện kí
- The history of Polish literature (Lịch sử văn học Ba Lan, 1969), sách giáo khoa
- The land of Ulro (Mảnh đất Ulro, 1977), tiểu luận
- Emperor of Earth: modes of eccentric vision (Hoàng đế trên Trái Đất: quan điểm lập dị), tiểu luận
- Bells in winter (Tiếng chuông trong mùa đông, 1978), thơ
- Ksiega Hioba (Sách của Job, 1980), bản dịch Kinh Thánh
- Hymn of the pearl (Bài ca ngọc trai, 1982), thơ
- Swiadectwo poezji (Nhân chứng thơ ca, 1983), thơ
- Nieobjeta Ziemia (Trái Đất ngoài tầm với, 1986), thơ
- Kroniki (Sử biên niên, 1987), thơ
- The Mountains of Parnassus (1987), tiểu thuyết
- Provinces (Những tỉnh thành, 1991), thơ
- Zaczynajac od moich ulic (Bắt đầu từ phố của tôi, 1992), tập truyện ký
- Facing the river: New Poems (Đối mặt trước dòng sông: Thơ Mới, 1995), thơ
- To (Nó, 2000),thơ
- Druga przestrzen (Không gian thứ hai, 2002), thơ
- Orfeusz i Eurydyka (Orfeusz và Eurydyka, 2003), thơ
- Wiersze ostatnie (Những bài thơ cuối cùng, 2006), thơ